# Paracis ulex
Paracis ulex is een zachte koraalsoort uit de familie Plexauridae. De koraalsoort komt uit het geslacht Paracis. Paracis ulex werd in 1909 voor het eerst wetenschappelijk beschreven door Thomson & Simpson. 